# Dominique Barthélemy (bibliste)
Pour les articles homonymes, voir Dominique Barthélemy et Barthélemy.
Dominique Barthélemy, né le 16 mai 1921 au Pallet et mort le 10 février 2002 à Fribourg, est un père dominicain et bibliste français.

## Biographie
Il entre dans les ordres en 1940 et est ordonné prêtre en 1947.
Membre de l'École biblique et archéologique française de Jérusalem, il étudie les manuscrits de la mer Morte et, en collaboration avec Joseph Milik, publie des fragments de manuscrits trouvés dans la grotte 1.
Il devient ensuite professeur d'Ancien Testament à la faculté de Théologie et vice-recteur de l'Université de Fribourg,. À partir de 1953 il s'intéresse aux rouleaux des petits prophètes et publie en 1963 Les Devanciers d'Aquila, dans lequel il apporte des hypothèses révolutionnaires concernant les traductions et révisions grecques de l'Ancien Testament,,.
Il est également connu pour son ouvrage d'introduction à la lecture de la Bible, Dieu et son image.

## Ouvrages
- Qumran Cave I, avec Joseph Milik, Clarendon Press, Oxford, 1955.
- Dieu et son image: ébauche d'une théologie biblique, Éditions du Cerf, 1963.
- Les Devanciers d'Aquila: première publication intégrale du texte des fragments du Dodécaprophéton : trouvés dans le désert de Juda, précédée d'une étude sur les traductions et recensions grecques de la Bible réalisées au premier siècle de notre ère sous l'influence du rabbinat palestinien, Éditions du Cerf, 1963.
- Découvrir l'Écriture, Éditions du Cerf, 2000.
- Le pauvre choisi comme Seigneur : la bonne nouvelle est annoncée aux pauvres, Éditions du Cerf, 2009. [recueil de conférences, publication posthume]